# Fernando Regulés
Fernando Gabriel Regulés (Buenos Aires, 17 ottobre 1973) è un ex calciatore argentino, di ruolo portiere.